# S/2010 J 2
S/2010 J 2 är en av Jupiters månar. Den upptäcktes år 2010 av Christian Veillet.
S/2010 J 2 har ännu inte fått något officiellt namn.